# Alfonso Barco
Alfonso Daniel Barco Del Solar (Lima, 7 dicembre 2001) è un calciatore peruviano, centrocampista del Defensor Sporting in prestito dall'Universitario.

## Biografia
È figlio di Álvaro Barco e nipote di José Del Solar, a loro volta calciatori professionisti.

## Carriera

### Club
Barco ha iniziato la sua carriera con l'Univ. San Martín dove ha debuttato il 10 giugno 2019 nell'incontro di Liga 1 perso 5-0 contro l'Ayacucho. Poche settimane dopo è passato in prestito all'U. César Vallejo ma non è stato impiegato in alcun incontro ufficiale. Rientrato al San Martín è stato integrato stabilmente in prima squadra dove in poco tempo ha trovato spazio nella formazione titolare.
Nel 2022 è stato acquistato a titolo definitivo dall'Universitario, con un contratto biennale. Dopo due stagioni fra le file del club biancorosso, nell'agosto del 2023 è passato in prestito al Defensor Sporting.

### Nazionale
Ha giocato nella nazionale peruviana Under-20.

## Statistiche

### Presenze e reti nei club
Statistiche aggiornate al 29 aprile 2024.
| Stagione        | Squadra           | Campionato      | Campionato | Campionato | Coppe nazionali | Coppe nazionali | Coppe nazionali | Coppe continentali | Coppe continentali | Coppe continentali | Altre coppe | Altre coppe | Altre coppe | Totale | Totale | Totale |
| Stagione        | Squadra           | Comp            | Pres       | Reti       | Comp            | Pres            | Reti            | Comp               | Pres               | Reti               | Comp        | Pres        | Reti        | Pres   | Reti   |        |
| --------------- | ----------------- | --------------- | ---------- | ---------- | --------------- | --------------- | --------------- | ------------------ | ------------------ | ------------------ | ----------- | ----------- | ----------- | ------ | ------ | ------ |
| 2019            | Univ. San Martín  | L1              | 1          | 0          | CP              | 0               | 0               |                    | -                  | -                  |             | -           | -           | 1      | 0      |        |
| 2019            | U. César Vallejo  | L1              | 0          | 0          | CP              | 0               | 0               |                    | -                  | -                  |             | -           | -           | 0      | 0      |        |
| 2020            | Univ. San Martín  | L1              | 14         | 0          | CP              | 0               | 0               |                    | -                  | -                  |             | -           | -           | 14     | 0      |        |
| 2021            | Univ. San Martín  | L1              | 25         | 0          | CP              | 0               | 0               |                    | -                  | -                  |             | -           | -           | 25     | 0      |        |
| 2022            | Universitario     | L1              | 25         | 0          | CP              | 0               | 0               | CL                 | 0                  | 0                  |             | -           | -           | 25     | 0      |        |
| 2023            | Universitario     | L1              | 13         | 0          | CP              | 7               | 0               | CS                 | 0                  | 0                  |             | -           | -           | 20     | 0      |        |
| 2023            | Defensor Sporting | PD              | 8          | 1          | CU              | 2               | 0               | CL                 | 0                  | 0                  |             | -           | -           | 10     | 1      |        |
| 2024            | Defensor Sporting | PD              | 8          | 0          | CU              | 0               | 0               | CL                 | 1                  | 0                  | SU          | 1           | 0           | 10     | 1      |        |
| Totale carriera | Totale carriera   | Totale carriera | 94         | 1          |                 | 2               | 0               |                    | 8                  | 0                  |             | 1           | 0           | 105    | 1      |        |

## Palmarès

### Club

#### Competizioni nazionali
- Copa Uruguay: 2

Defensor Sporting: 2023, 2024